# قاي شرابي
قاي شرابي (بالعبرية: גיא שרעבי‏) هو لاعب كرة قدم إسرائيلي في مركز الدفاع، ولد في 20 مارس 1969 في تل أبيب في إسرائيل. شارك مع منتخب إسرائيل لكرة القدم. أما مع النوادي، فقد لعب مع مكابي نتانيا ونادي بني يهودا تل أبيب.

## وصلات خارجية
- قاي شرابي على موقع قاعدة بيانات كرة القدم.إي يو (الإنجليزية)
- قاي شرابي على موقع ناشيونال فوتبول تيمز (الإنجليزية)